# Gary Phillips (basket-ball)
Pour les articles homonymes, voir Gary Phillips.
Gary A. Phillips, né le 7 décembre 1939 à Quincy, dans l'Illinois, est un ancien joueur américain de basket-ball. Il évolue durant sa carrière au poste d'arrière.

## Palmarès
- Champion NBA 1962 avec les Celtics de Boston